# Samuel D. Ingham
Samuel Delucenna Ingham (16 tháng 9 năm 1779 - 5 tháng 6 năm 1860) là chính trị gia, luật sư và là nghị sĩ Quốc hội Hoa Kỳ. Ông là Bộ trưởng Ngân khố Hoa Kỳ thứ 9 dưới thời Tổng thống Hoa Kỳ Andrew Jackson và Phó Tổng thống Hoa Kỳ John C. Calhoun.